# Opius betae
Opius betae är en stekelart som beskrevs av Simon Bengtsson 1926. Opius betae ingår i släktet Opius och familjen bracksteklar. Arten är reproducerande i Sverige. Inga underarter finns listade i Catalogue of Life.